# 中川ともか
中川 ともか（なかがわ ともか、1981年9月29日 - ）は、日本の元女子プロレスラー。身長155cm、体重57kg、血液型O型。北海道旭川市出身。

## 経歴
2005年
- 1月23日、Blue Fieldにおいて、本名でデビュー戦、山縣優とのタッグでTAKAみちのく、筑前りょう太組を相手に戦い秒殺される。

2006年
- 5月14日、本名からTOMOみちのくに改名、みちのくブラザーズの3人目のメンバーとして登場した。
- 6月4日、TAKAみちのくとのタッグでWEWハードコアタッグ王座を獲得した。
- 8月、膝のケガにより長期欠場。
- 12月10日、TOMOみちのくの引退を発表。
- 12月23日、TOMOみちのくのリングネームを返還し、本名に戻り再出発する。

2007年
- 5月5日、エスオベーションに移籍。
- 9月3日、プロレスリングWAVEに参戦。中島安里紗と組み、植松寿絵&輝優優組「植松☆輝」と対戦も中島がフォールされる。

2008年
- 8月16日、OZアカデミー内のユニット「OZ正規軍」入りを直訴、認められOZアカデミーにレギュラー参戦。
- 9月3日、木村響子・江本敦子のユニット「レボルシオン・アマンドラ」に合流。

2009年
- 8月2日、OZアカデミー内のユニット「OZ正規軍」から栗原あゆみとの内紛が原因でアジャ・コングが率いる「ジャングル・ジャック21」に移動。
- 12月23日、OZアカデミー小松奈央のデビュー戦の相手を務める。

2010年
- 4月11日-17日、松本浩代、大畠美咲、栗原あゆみとともに北米遠征。その間SHIMMER・JAPWに参戦。
- 8月30日、SMASH初参戦。植松寿絵と組み、朱里&リン・バイロン組と対戦もリンからフォールを奪われる。

2011年
- 3月27日、シカゴで行われたSHIMMER40でデイジー・ヘイズと組み、松本浩代&大畠美咲組が持つSHIMMERタッグ王座奪取に成功。
- 4月10日、OZアカデミー新宿FACE大会で松本浩代と組み、永島千佳世&加藤園子組が持つOZアカデミー認定タッグ王座に挑戦し勝利、第12代王者になる。
- 6月26日、OZアカデミー新宿FACE大会で、カルロス天野&豊田真奈美組と防衛戦を行い敗北、王座から陥落。
- 7月15日、SMASHディーバ王座決定トーナメントに出場も、1回戦でセリーナに敗れる。
- 9月4日、GAMIとのタッグ「ハタナカヨウコ」で初代WAVE認定タッグ王座決定トーナメント「DUAL SHOCK WAVE 2011」に参戦。1回戦は大畠美咲&紫雷美央組「プラスマイナス0」に勝利。
- 9月14日、DUAL SHOCK WAVE2回戦で桜花由美&浜田文子組「NEGLAS DAHLIA」に勝利。
- 9月26日、DUAL SHOCK WAVE準決勝、華名&栗原あゆみ組「カナアユ」に敗退。
- 10月1日、SHIMMER41にてタッグ王座を浜田文子&栗原あゆみ組に奪取される。
- 11月24日、SMASHディーバ王座を華名から奪取成功。

2012年
- 1月19日、SMASHディーバ王座を華名に奪回される。
- 4月30日、ハタナカヨウコと大畠美咲&中森華子組の間でWAVE認定タッグ暫定王座を争い、獲得。
- 6月17日、カナアユに勝利してWAVE認定タッグ正規王座に認定される。（第3代王者）
- 11月27日、WAVE後楽園大会で、大畠美咲&藤本つかさ組(マックロコロスケ)と防衛戦を行い敗北、王座から陥落。

2013年
- 3月10日、OZアカデミー横浜赤レンガ倉庫大会で松本浩代と組み、尾崎魔弓&桜花由美組が持つOZアカデミー認定タッグ王座に挑戦し勝利、第17代王者になる。
- 4月24日、OZアカデミー後楽園大会で、アジャ・コング&志田光組と防衛戦を行い敗北、王座から陥落。
- 8月11日、OZアカデミー新宿FACE大会で松本浩代と組み、アジャ・コング&志田光組が持つOZアカデミー認定タッグ王座に挑戦し勝利、第19代王者になる。
- 8月16日、WAVE新木場大会でGAMIと組み、桜花由美&志田光組が持つWAVE認定タッグ王座に挑戦し勝利、第7代王者になる。
- 8月25日、WAVE新木場大会で渋谷シュウ&チェリー組(クラシックギャルズ)と防衛戦を行い敗北、王座から陥落。

2014年
- 6月4日、OZアカデミー後楽園ホール大会でAKINOのもつOZアカデミー認定無差別級王者のベルトに挑戦をするも敗北。試合後OZアカデミー12月4日の後楽園ホール大会で国内引退することを表明。また週刊プロレスのインタビューでは引退後は故郷の北海道に帰ると発表。引退試合ではジャングルジャック21が復活しセコンドには欠場中の松本浩代や元メンバーの輝優優が登場。試合では尾崎に唸れ豪腕を決めて勝利。試合には途中同興行に参戦した選手や引退試合を観戦に来た元レスラーやセコンドたちが関西に呼びこまれリングに上がると中川へトレイン攻撃を決めてみせた。またテンカウントを9回のみしか叩かず最後の一回は別の場所で鳴らすと言う。

2015年
- アメリカで引退ツアーを行いAKINOとシングルで対戦して勝利している。4月13日にケリー・スケーターとのタッグでポーシャ・ペレス&ニコル・マヒューズを相手に引退試合を行いニコールを120%スクールボーイで丸め込み勝利。またアメリカでの大会にはAKINOのほかに尾崎魔弓、アジャ・コング、ダイナマイト・関西、大畠美咲、松本浩代、木村響子なども参戦した。
- 6月のOZABUN新宿大会で最後のワンカウントを鳴らす。同日はすでに引退している渋谷シュウやGAMIとのトークショーを行う。10年間に及ぶ現役生活を終えた。

## 主な参戦団体
- OZアカデミー（アジャ・コングの一派「ジャングル・ジャック21」に所属）
- NEO（レボルシオン・アマンドラの一員として参戦）
- WAVE（GAMIとタッグ王座を持つ）
- SMASH（ディーバ王座を持っていた）
- LLPW-X（2012年より常連参戦）
- SWA（タッグ王座を持っていた）
- スターダム（SHIMMER軍として）
- Wrestling New Classic

## 得意技
唸れ豪腕
スライディング・ラリアット。主なフィニッシャーの一つ。
120%スクールボーイ
スクールボーイから更に自身が半回転し、背中から相手の上に乗った状態で押さえ込む。もう一つのフィニッシャー。
ルーテーズ・プレス
オーロラサンダーアタック
パッチギ
変形鎌固め
変形フィッシャーマン・バスター
CRB
エアレイド・クラッシュ
吉田万里子直伝。

## タイトル歴
OZアカデミー女子プロレス
- 第12代、第17代、第19代OZアカデミー認定タッグ王座（パートナーは松本浩代）

KAIENTAI DOJO
- 第17代WEWハードコアタッグ王座（パートナーはTAKAみちのく）

SWA
- 第4代、第8代SHIMMERタッグ王座（パートナーはデイジー・ヘイズ→ケリー・スケーター）

SMASH
- 第2代SMASHディーバ王座

プロレスリングWAVE
- 第3代、第7代、第12代WAVE認定タッグ王座（パートナーはGAMI×2→木村響子）

## 入場テーマ曲
- 初代:「Yuu」（A1-joko）※「KAIENTAI DOJO vol.5」に収録
- 二代目:「A GO!」（Masaki(ATT STUDIO)）※キングレコード「KAIENTAI DOJO 2」に収録
- YAMATO組曲4 〜TOMOバージョン〜「TOMOみちのく」
- 月下のラスタカラー(FUNKIST)「レボルシオンアマンドラ」
- 後ろから前から(畑中葉子)「ハタナカヨウコ」

## 特記
- プロレス界入り前は看護師をしていた。また彼女の写真集を望むファンも多いといわれる。
- デビュー時は山縣優の入場曲とコスチュームをお下がりで使用していた。
- 実家が農家という影響から、自宅で野菜を栽培するなど、家庭的な一面を持つ。
- お酒が強い。

## テレビ出演
- プロレスKING（GAORA）
- 中居正広の金曜日のスマたちへ（TBS） ※エキストラ出演